# Mendozita
La mendozita és un mineral de la classe dels sulfats. Rep el nom de la seva localitat tipus: San Juan, prop de Mendoza.

## Característiques
La mendozita és un sulfat de fórmula química NaAl(SO₄)₂·11H₂O. Cristal·litza en el sistema monoclínic en masses fibroses. La seva duresa a l'escala de Mohs és 3.
Segons la classificació de Nickel-Strunz, la mendozita pertany a «07.C - Sulfats (selenats, etc.) sense anions addicionals, amb H₂O, amb cations de mida mitjana i grans» juntament amb els següents minerals: krausita, tamarugita, kalinita, lonecreekita, alum-(K), alum-(Na), tschermigita, lanmuchangita, voltaïta, zincovoltaïta, pertlikita, amoniomagnesiovoltaïta, kröhnkita, ferrinatrita, goldichita, löweïta, blödita, niquelblödita, changoïta, zincblödita, leonita, mereiterita, boussingaultita, cianocroïta, mohrita, niquelboussingaultita, picromerita, polihalita, leightonita, amarillita, konyaïta i wattevil·lita.

## Formació i jaciments
La mendozita es forma de manera poc freqüent per oxidació de pirita en reacció amb argiles; també pot apareixen en fumaroles volcàniques. Va ser descoberta a San Juan, Mendoza, a l'Argentina, on també s'ha descrita a Valle del Cura, a San Juan. També ha estat descrita a Alemanya, el Canadà, Eslovàquia, els Estats Units, Hongria, Itàlia, Nova Zelanda, Nicaragua, Noruega, el Senegal i Xile. Sol trobar-se associada a tamarugita.